# Anirut Naiyana
Anirut Naiyana (thailändisch อนิรุต นัยนา, * 11. April 1996 in Bangkok) ist ein thailändischer Fußballspieler.

## Karriere
Anirut Naiyana steht seit 2016 beim Sukhothai FC als Torwart unter Vertrag. Der Verein aus Sukhothai spielt in der ersten Liga des Landes, der Thai League. 2016 gewann er mit dem Verein den FA Cup. Bis Mitte 2020 stand er viermal für Sukhothai in der ersten Liga zwischen den Pfosten. Im Juli 2020 wurde er bis Saisonende an den Drittligisten Wat Bot City FC nach Phitsanulok ausgeliehen. Nach der Ausleihe kehrte er im Mai 2021 nach Sukhothai zurück. Im August 2021 wechselte er bis Jahresende zum Drittligisten See Khwae City FC nach Nakhon Sawan. Mit dem Verein spielte er in der Northern Region der Liga. Anfang Dezember 2021 nahm ihn der ebenfalls in der Northern Region der dritten Liga spielende Phitsanulok FC aus Phitsanulok unter Vertrag. Für Phitsanulok stand er bis Saisonende 16-mal zwischen den Pfosten. Mit dem Verein wurde er Vizemeister und qualifizierte sich für die Aufstiegsspiele zur zweiten Liga. Hier konnte man sich jedoch nicht durchsetzen. Zu Beginn der Saison 2022/23 unterschrieb er im Juni 2022 einen Vertrag beim Zweitligaaufsteiger Uthai Thani FC. Am Ende der Saison wurde er mit dem Verein aus Uthai Thani Tabellendritter und qualifizierte sich somit für die Aufstiegsspiele zur ersten Liga. Hier setzte man sich im Finale gegen den Customs United FC durch und stieg in die erste Liga auf. Für den Klub bestritt er sieben Zweitligaspiele. Nach der Saison wurde sein Vertrag im Sommer 2023 nicht verlängert. Ende Juli 2023 unterschrieb Naiyana einen Vertrag beim ebenfalls in der zweiten Liga spielenden Nakhon Si United FC. Die Saison 2023/24 wurde er mit dem Verein Tabellenfünfter und qualifizierte sich somit für die Aufstiegsspiele zur ersten Liga. Hier konnte man sich jedoch nicht gegen den Rayong FC durchsetzen und verblieb in der zweiten Liga. Nach sieben Ligaspielen wurde sein Vertrag im Sommer 2024 nicht verlängert. Im Juli 2024 nahm ihn der Erstligaabsteiger Trat FC unter Vertrag. Nach einem Ligaspiel wurde sein Vertrag in Trat im Dezember 2024 nicht verlängert.

## Erfolge
Sukhothai FC
- Thailändischer Pokalsieger: 2016